# Hypostomus subcarinatus
Hypostomus subcarinatus és una espècie de peix de la família dels loricàrids i de l'ordre dels siluriformes.

## Morfologia
Els mascles poden assolir els 31 cm de longitud total.

## Distribució geogràfica
Es troba a Sud-amèrica: rius costaners de l'est del Brasil, incloent-hi el riu São Francisco.